# Lentariaceae
Lentariaceae es una familia de hongos pertenecientes a lo que se conoce clásicamente como el orden Gomphales, o cladísticamente como el clado gonphoide-phalloide. Descrito por primera vez por el micólogo suizo Walter Jülich en 1981, la familia tiene 3 géneros y 23 especies.

## Géneros
Incluye los siguientes géneros:
- Hydnocristella
- Kavinia
- Lentaria